# Marele Premiu al Emiliei-Romagna
Marele Premiu al Emiliei-Romagna este o cursă de Formula 1 care se desfășoară anual pe Autodromo Internazionale Enzo e Dino Ferrari, adesea prescurtată „Imola” după orașul în care se află. Circuitul Imola a găzduit anterior Marele Premiu al Italiei în 1980 și Marele Premiu al statului San Marino din 1981 până în 2006.

## Istorie

### 2020
Pandemia de COVID-19 a dus la întreruperea calendarului de curse programate inițial în 2020, o serie de curse fiind anulate. Marele Premiu al Emiliei-Romagna a fost adăugat la calendarul revizuit, drept unul dintre cele câteva Mari Premii noi sau care au revenit, pentru a compensa pierderea altor curse. Acest eveniment a avut loc doar în două zile, sâmbătă având loc o singură sesiune de antrenament, în locul celor trei obișnuite. Valtteri Bottas de la Mercedes s-a calificat pe primul loc pe grila de start, coechipierul Lewis Hamilton câștigând cursa.

### 2021
În ciuda intenției inițiale ca acest eveniment să se desfășoare doar în 2020 din cauza naturii continue a pandemiei de COVID-19, Marele Premiu al Emiliei-Romagna urmează să revină în 2021 pe 18 aprilie, înlocuind Marele Premiu al Chinei care a fost amânat, ca fiind a doua etapă a sezonului 2021.

## Numele oficiale
- 2020: Emirates Gran Premio dell'Emilia Romagna[6]
- 2021: Pirelli Gran Premio del Made in Italy e dell'Emilia Romagna[7]

## Edițiile Marelui Premiu al Emiliei-Romagna
Toate edițiile s-au desfășurat pe Autodromo Internazionale Enzo e Dino Ferrari.
| An   | Pole position                                              | Cel mai rapid tur                                          | Pilotul câștigător                                         | Constructorul câștigător                                   | Raport |
| ---- | ---------------------------------------------------------- | ---------------------------------------------------------- | ---------------------------------------------------------- | ---------------------------------------------------------- | ------ |
| 2024 | Max Verstappen                                             | George Russell                                             | Max Verstappen                                             | Red Bull Racing-Honda RBPT                                 | Raport |
| 2023 | Nu a fost ținută din cauza inundațiilor din Emilia-Romagna | Nu a fost ținută din cauza inundațiilor din Emilia-Romagna | Nu a fost ținută din cauza inundațiilor din Emilia-Romagna | Nu a fost ținută din cauza inundațiilor din Emilia-Romagna | Raport |
| 2022 | Max Verstappen                                             | Max Verstappen                                             | Max Verstappen                                             | Red Bull Racing-RBPT                                       | Raport |
| 2021 | Lewis Hamilton                                             | Lewis Hamilton                                             | Max Verstappen                                             | Red Bull Racing-Honda                                      | Raport |
| 2020 | Valtteri Bottas                                            | Lewis Hamilton                                             | Lewis Hamilton                                             | Mercedes                                                   | Raport |